# Ole Madsen
Ole Eduard Fischer Madsen (Copenhague, 21 de dezembro de 1934 –– 26 de março de 2006) foi um futebolista dinamarquês, que atuava como atacante.

## Carreira
Ole Madsen fez parte do elenco da Seleção Dinamarquesa de Futebol que disputou a Eurocopa de 1964.

## Títulos
Sparta Rotterdam
- Copa KNVB: 1965–66

### Prêmios individuais
- Futebolista Dinamarquês do Ano: 1964

### Artilharias
- Eliminatórias da Copa das Nações Europeias de 1964 (11 gols)